# Prigoria
Prigoria là một xã thuộc hạt Gorj, România. Dân số thời điểm năm 2002 là 3532 người.